# Canthidium paranum
Canthidium paranum là một loài bọ cánh cứng trong họ Bọ hung (Scarabaeidae).